# Ci wspaniali mężczyźni w swych latających maszynach
Ci wspaniali mężczyźni w swych latających maszynach (ang. Those Magnificent Men in Their Flying Machines, Or How I Flew from London to Paris in 25 Hours 11 Minutes) – brytyjski film komediowy z 1965, w reżyserii Kena Annakina. Film doczekał się kontynuacji filmu Ci wspaniali młodzieńcy w swych szalejących gruchotach z 1969.

## Opis fabuły
Londyn, rok 1910. Richard Mays (James Fox), oficer Gwardii Królewskiej i wielki entuzjasta nowego rodzaju sportu, jakim jest latanie aeroplanem, przekonuje lorda Rawnsleya (Robert Morley), prasowego potentata, właściciela „Daily Post”, aby wyznaczył nagrodę w wysokości 10 tysięcy funtów dla zwycięzcy pierwszego w historii aeronautycznego wyścigu Londyn–Paryż.

## Obsada
- James Fox – Richard Mays
- Robert Morley – Lord Rawnsley
- Stuart Whitman – Orvil Newton
- Sarah Miles – Patricia Rawnsley
- Alberto Sordi – hrabia Emilio Ponticelli
- Gert Fröbe – Manfred von Holstein
- Jean-Pierre Cassel – Pierre Dubois
- Eric Sykes – Courtney
- Terry-Thomas – sir Percy Ware-Armitage